# Пейсахович Гаррі Йосипович
Га́ррі Йо́сипович Пейса́хович(10 жовтня 1928, Харків — 29 січня 2011, Київ) — український лікар, акушер-гінеколог, організатор охорони здоров'я матері і дитини, Заслужений лікар України (1995).

## Життєпис
Народився в Харкові в родині професора, завідувача кафедри патологоанатомії Стоматологічного інституту Пейсаховича Й. М. і лікаря, асистента кафедри терапії Шухат В. Г. У роки Другої світової війни із батьками та молодшою сестрою Неллі був евакуйований у місто Фрунзе (тепер Бішкек) Киргизької РСР, де в 1943—1944рр працював на заводі ендокринних препаратів робітником гематогенного цеху. Повернувся в Київ в 1944 році, закінчив середню школу і поступив в 1945 році на лікувальний факультет Київського медичного інституту імені акад. О. О. Богомольця. Закінчив медінститут в 1951 році. Був призваний до лав радянської армії, служив військовим лікарем полку бомбардувальної авіації в місті Кемь в Карелії, лікарем хірургом медично-санітарного батальйону, лікарем Чернігівського військового шпиталю.    
Після демобілізації у 1957 року працював лікарем акушер-гінекологом Димерської районної лікарні.
1958—1962 рр лікар, 1962—1974 завідувач відділенням Пологового будинку № 2 Києва.
З 1974 по 1996 роки — заступник головного лікаря із медичної роботи Пологового будинку №1 Києва.
Помер 29 січня 2011 року.
Похований в Києві на Берковецькому кладовищі.

## Професійна та громадська діяльність
Все своє професійне життя Гаррі Йосипович присвятив справі охороні здоров'я матері і дитини. Тисячі успішних операцій і врятованих життів породілль і немовлят, безсонні ночі в операційних, чергування в свята, нічні виклики до родзалу, радісних, щасливих батьків і перші посмішки новонароджених малюків  супроводжували все його професійне життя. За роки, коли Гаррі очолював медичну службу пологового будинку він провів більше 60 000 операцій. За статистичними показниками  Пологовий будинок № 1 за часів начмеда Пейсаховича завжди був першим серед усіх пологових будинків міста.
У 1964  р. отримав вищу кваліфікаційну категорію зі спеціальності. Учень професорів Лур'є О. Ю., Петербурзького Ф.О, знаного харківського лікаря акушера-гінеколога Шухата Й. Г. Учасник VII Міжнародного конгресу акушер-гінекологів (Москва, 1973 р.), чотирьох  Всесоюзних з'їздів акушер-гінекологів (1969 1975, 1979, 1983 рр.), всіх республіканських професійних з'їздів України. Брав участь із доповідями у наукових конференціях та семінарах з питань акушерсько-гінекологічної допомоги.
Нагороджений Орденом «Знак Пошани», численними медалями, значком «Відмінник охорони здоров'я». За час своєї праці в Києві запровадив понад двадцять нових методик лікування та методів обстеження пацієнток. Один із перших лікарів, хто ввів в загальну акушерську практику ультразвукове обстеження вагітних.
Автор і співавтор понад 12  наукових та науково-методичних праць.